# Der gelbe Stern
Pour plus de détails, voir Fiche technique et Distribution.
Der gelbe Stern - Ein Film über die Judenverfolgung 1933-45 est un film allemand réalisé par Dieter Hildebrandt, sorti en 1981.

## Synopsis
Des images d'archives provenant de 16 pays présentent l'accession d'Adolf Hitler au pouvoir et la persécution des Juifs d'Europe par les nazis.

## Fiche technique
- Titre : Der gelbe Stern - Ein Film über die Judenverfolgung 1933-45
- Titre anglais : The Yellow Star: The Persecution of the Jews in Europe 1933-45
- Réalisation : Dieter Hildebrandt
- Scénario : Dieter Hildebrandt d'après le livre de Gerhard Schoenberner
- Musique : Wolfgang de Gelmini
- Photographie : Nicolas Joray
- Montage : Helga Kruska et Erno Sethy
- Production : Arthur Cohn et Bengt von zur Mühlen
- Société de production : Arthur Cohn Productions, Chronos-Film et Michael Arthur Films
- Pays :  Allemagne de l'Ouest,  Suisse et  Liechtenstein
- Genre : Documentaire
- Durée : 89 minutes
- Dates de sortie : 
  -  Allemagne de l'Ouest : 5 mars 1981

## Distinctions
Le film a été nommé à l'Oscar du meilleur film documentaire.